# Lijst van nummer 1-hits in de Nederlandse Top 40 in 1985
Deze hits stonden in 1985 op nummer 1 in de Nederlandse Top 40.
| Nummer | Datum        | Artiest                         | Titel                           |
| ------ | ------------ | ------------------------------- | ------------------------------- |
| 318    | 5 januari    | Band Aid                        | Do they know it's Christmas?    |
|        | 12 januari   | Band Aid                        | Do they know it's Christmas?    |
|        | 19 januari   | Band Aid                        | Do they know it's Christmas?    |
| 319    | 26 januari   | Phil Collins & Philip Bailey    | Easy lover                      |
|        | 2 februari   | Phil Collins & Philip Bailey    | Easy lover                      |
|        | 9 februari   | Phil Collins & Philip Bailey    | Easy lover                      |
|        | 16 februari  | Phil Collins & Philip Bailey    | Easy lover                      |
| 320    | 23 februari  | Tears for Fears                 | Shout                           |
|        | 2 maart      | Tears for Fears                 | Shout                           |
|        | 9 maart      | Tears for Fears                 | Shout                           |
| 321    | 16 maart     | David Bowie & Pat Metheny Group | This is not America             |
|        | 23 maart     | David Bowie & Pat Metheny Group | This is not America             |
| 322    | 30 maart     | Commodores                      | Nightshift                      |
|        | 6 april      | Commodores                      | Nightshift                      |
|        | 13 april     | Commodores                      | Nightshift                      |
| 323    | 20 april     | USA for Africa                  | We are the world                |
|        | 27 april     | USA for Africa                  | We are the world                |
|        | 4 mei        | USA for Africa                  | We are the world                |
|        | 11 mei       | USA for Africa                  | We are the world                |
|        | 18 mei       | USA for Africa                  | We are the world                |
|        | 25 mei       | USA for Africa                  | We are the world                |
| 324    | 1 juni       | Simple Minds                    | Don't you (forget about me)     |
|        | 8 juni       | Simple Minds                    | Don't you (forget about me)     |
|        | 15 juni      | Simple Minds                    | Don't you (forget about me)     |
| 325    | 22 juni      | Bruce Springsteen               | Dancing in the dark             |
| 326    | 29 juni      | Paul Hardcastle                 | 19                              |
|        | 6 juli       | Paul Hardcastle                 | 19                              |
|        | 13 juli      | Paul Hardcastle                 | 19                              |
| 327    | 20 juli      | Bruce Springsteen               | I'm on fire                     |
|        | 27 juli      | Bruce Springsteen               | I'm on fire                     |
|        | 3 augustus   | Bruce Springsteen               | I'm on fire                     |
| 328    | 10 augustus  | Harold Faltermeyer              | Axel F                          |
|        | 17 augustus  | Harold Faltermeyer              | Axel F                          |
| 329    | 24 augustus  | Benny Neyman                    | Waarom fluister ik je naam nog  |
| 330    | 31 augustus  | Baltimora                       | Tarzan boy                      |
|        | 7 september  | Baltimora                       | Tarzan boy                      |
| 331    | 14 september | Madonna                         | Into the groove                 |
|        | 21 september | Madonna                         | Into the groove                 |
|        | 28 september | Madonna                         | Into the groove                 |
| 332    | 5 oktober    | UB40 & Chrissie Hynde           | I got you babe                  |
| 333    | 12 oktober   | Mick Jagger & David Bowie       | Dancing in the street           |
|        | 19 oktober   | Mick Jagger & David Bowie       | Dancing in the street           |
| 334    | 26 oktober   | Gerard Joling                   | Ticket to the tropics           |
| 335    | 2 november   | Nana Mouskouri                  | Only love                       |
|        | 9 november   | Nana Mouskouri                  | Only love                       |
| 336    | 16 november  | Sandra                          | (I'll never be) Maria Magdalena |
|        | 23 november  | Sandra                          | (I'll never be) Maria Magdalena |
| 337    | 30 november  | a-ha                            | Take on me                      |
| 338    | 7 december   | Elton John                      | Nikita                          |
|        | 14 december  | Elton John                      | Nikita                          |
|        | 21 december  | Elton John                      | Nikita                          |
|        | 28 december  | Geen Top 40 verschenen          | Geen Top 40 verschenen          |